# Clement Campbell
Clement Campbell (né le 19 décembre 1975) est un athlète jamaïcain, spécialiste du sprint. Il mesure 1,84 m pour 82 kg.

## Palmarès

### Championnats du monde d'athlétisme
- Championnats du monde d'athlétisme de 2007 à Osaka ( Japon) 
  - éliminé en demi-finale sur 100 m

### Jeux panaméricains
- Jeux Panaméricains de 2003 à Saint-Domingue ( République dominicaine)
  - 4e sur 200 m

## Meilleures performances
- 60 m en salle : 6 s 60 	2 	Chemnitz	23 fév 2007
- 100 m : 10 s 02 	1,8 	2h2 	Saragosse	28 Jul 2007
- 200 m : 20 s 29 	0,2 	3 	NC Kingston	24 Jun 2007